# Суд над Повелителем времени
«Суд над Повелителем времени» (англ. The Trial of a Time Lord) — двадцать третий сезон британского научно-фантастического телесериала «Доктор Кто». Был показан в эфире телеканала BBC с 6 сентября по 6 декабря 1986 года. Сезон является примечательным для сериала — он имеет собственное название и выделен в отдельную сюжетную арку, состоящую из четырёх сегментов — «Таинственная планета», «Деформация разума», «Террор вервоидов» и «Совершенный враг», и ни в одном из них действие не происходит в каком-либо из реальных исторических периодов Земли.
Идея подобного формата обусловлена произошедшими в тот период изменениями в производстве и трансляции «Доктора Кто», в частности сокращением экранного времени для каждого сезона и замечанием продюсера BBC Майкла Грейда, что в сезонах стало слишком много насилия и жестокости. Работа осложнилась также тем, что в тот период скончался сценарист Роберт Холмс, а сценарист Эрик Савард ушёл в отставку в знак протеста против предложения Грейда и смены формата передачи.
Несмотря на то, что сезон получил сравнительно неплохие отзывы прессы и зрителей, его рейтинги оказались ещё ниже, чем у предыдущего сезона. Это вынудило руководство уволить Шестого Доктора Колина Бейкера, сделав его первым исполнителем роли Доктора, который покинул сериал не по собственному желанию, а также поднять вопрос о радикальных изменениях в сериале, способных заинтересовать аудиторию.

## Синопсис
Верховный совет Повелителей времени судит Шестого Доктора за нарушение ряда законов его родной планеты Галлифрей, в том числе за вмешательство во время и пространство и геноцид. В качестве обвинителя выступает таинственный Валеярд. В первых двух частях сезона доказательствами вины Доктора представлены события из его прошлого и настоящего, в третьей части — события из его будущего представлены в его защиту. В четвёртой части суд прекращается, Доктор вынужден противостоять Валеярду и своему давнему врагу Мастеру, чтобы очистить своё имя и спасти Верховный совет.

## Список эпизодов
| Номер истории | Эпизоды | Название                                       | Режиссёр        | Сценарист                                             | Зрителей (млн) | Дата выхода                     | Произв. код |
| --- | ------- | ---------------------------------------------- | --------------- | ----------------------------------------------------- | -------------- | ------------------------------- | ----------- |
| 143a | 14      | «Таинственная планета» «The Mysterious Planet» | Николас Маллетт | Роберт Холмс                                          | 4,35           | 6—27 сентября 1986 года         | 7A          |
| Повелители времени переносят ТАРДИС на космическую станцию. Там Шестой Доктор, который из-за амнезии не может вспомнить, что случилось с его спутницей Пери, по приказу Верховного совета Повелителей Времени вынужден предстать перед судом за нарушение законов невмешательства в историю других народов. Обвинитель, неизвестный ранее Повелитель Времени, который называет себя Валеярд, используя Матрицу — компьютерную систему, содержащую все сведения обо всех Повелителях времени, показывает совету флэшбеки прошлых путешествий Доктора в качестве доказательств его вины. В первом флэшбеке Доктор и Пери прибывают в далёкое будущее, на планету Раволокс. По данным Галлифрея, поверхность Раволокса была уничтожена огненным шаром и до сих пор горит, однако на самом деле планету захватили варвары. Заметив схожие черты Раволокса и Земли, Доктор понимает, что это и есть Земля, но перенесённая на расстояние в сотни световых лет и по неизвестным причинам получившая название Раволокс, а вторая раса людей под руководством робота живёт под землёй. Одновременно с Доктором и Пери на планету прибывает наёмник Сабалом Глитз, который ищет украденные знания и секреты, ныне охраняемые роботом. Доктор вынужден отключить нестабильный источник питания робота, угрожающий потенциально катастрофическим взрывом, что приводит к уничтожению всех данных. |         |                                                |                 |                                                       |                |                                 |             |
| 143b | 58      | «Деформация разума» «Mindwarp»                 | Рон Джонс       | Филип Мартин                                          | 5,08           | 4—25 октября 1986 года          | 7B          |
| Валеярд представляет второе доказательство: действия Доктора и Пери на планете Торос Бета непосредственно перед судом, где они, расследуя дело о продажах оружия, встретили старого знакомого — Сила. Раса, к которой принадлежит Сил, Наставники, проводит эксперименты над Ирканосом — местным королём народа с примитивной культурой, но современным вооружением. В середине заседания Доктор заявляет, что не помнит показываемых событий, ссылаясь на амнезию из-за того, что его ТАРДИС была извлечена Повелителями времени из временной воронки. Между тем в демонстрируемых Валеярдом записях учёный Крозье готовится к операции по перемещению мозга Наставника по имени Кив в другое тело, так как его черепная коробка стала непригодна из-за увеличения размеров мозга. Доктор кажется эгоистичным и равнодушным к судьбе Пери, предаёт её, помогая Крозье и Наставникам. Когда Доктору становится известно, что мозг Кива собираются пересадить в тело Пери, он пытается спасти свою спутницу, объединяется со сбежавшим Ирканосом и убивает Наставников. Но прежде чем ему удаётся что-либо сделать, Верховный совет переносит его на станцию для судебного разбирательства, а Пери, по сообщению Повелителей времени, умирает. Нетипичное для него поведение в отношении Пери убеждает Доктора, что данные Матрицы подделаны. |         |                                                |                 |                                                       |                |                                 |             |
| 143c | 912     | «Террор вервоидов» «Terror of the Vervoids»    | Крис Клоф       | Пип и Джейн Бейкер                                    | 4,88           | 1—22 ноября 1986 года           | 7C          |
| Доктор получает право предоставить доказательства в свою защиту. Он выбирает одно из событий будущего как пример того, что он может измениться. Некоторые моменты из представленного события кажутся подправленными, отчего Доктор ещё больше убеждается, что данные Матрицы были каким-то образом изменены. В 2986 году Доктор и его новая спутница Мел Буш приняли сигнал бедствия от космического корабля «Гиперион III»: корабль захвачен, а люди находятся в плену у вервоидов — генетически выведенной расы инопланетян, изначально предназначавшейся для служения людям. Несмотря на то, что Доктору и Мел удаётся остановить вервоидов, Доктор признаёт, что ни один из них не выжил. С учётом этого Валеярд добавляет Доктору ещё одно обвинение — геноцид. |         |                                                |                 |                                                       |                |                                 |             |
| 143d | 1314    | «Совершенный враг» «The Ultimate Foe»          | Крис Клоф       | Роберт Холмс (Часть 13) Пип и Джейн Бейкер (Часть 14) | 5,0            | 29 ноября — 6 декабря 1986 года | 7C          |
| Доктор заявляет, что данные Матрицы была подправлены. Для объяснений Совет вызывает Хранителя Матрицы. Через несколько секунд на экране появляется Мастер, который каким-то образом проник в неё. Он говорит с судом, становится очевидным, что большинство показаний подделано. В качестве свидетелей защиты вызываются Сабалом Глитз и Мел, чтобы проинформировать Доктора о действиях Совета. Данные, что разыскивал Глитз, были украдены у Повелителей времени, разорённая Земля была перемещена, чтобы сохранить их. С целью скрыть инцидент был инициирован суд над Доктором, а Валеярд является смесью отрицательных воплощений самого Доктора периода между его двенадцатой и последней регенерациями. Чтобы добиться от непредвзятых присяжных обвинительного приговора, Валеярд фальсифицировал доказательства. Валеярд сбегает в Матрицу, а Доктор и Глитз следуют за ним. Попыткам удержать Валеярда от убийства Верховного совета мешает Мастер, намеревающийся избавиться от Доктора и захватить власть. Доктор вызывает самоуничтожение архива Матрицы, в результате чего во взрыве из-за обратной реакции погибает Валеярд, а Мастер и Сабалом Глитз застревают внутри. Инквизитор снимает с Доктора все обвинения и предлагает ему снова занять кресло Лорда Президента Галлифрея, от чего тот отказывается и назначает вместо себя Инквизитора. В финале Инквизитор приказывает Хранителю заняться восстановлением Матрицы, а когда тот поворачивается, становится понятно, что это Валеярд. |         |                                                |                 |                                                       |                |                                 |             |

## Актёрский состав и персонажи

### Постоянные
- Шестой Доктор (Колин Бейкер) — шестая инкарнация Доктора — путешественника и Повелителя времени. Ранее Доктора уже судили за нарушение законов невмешательства — второй Доктор в серии «Военные игры» был обвинён и признан виновным Повелителями времени, которые форсировали его регенерацию в третьего Доктора и сослали на Землю. «Суд над Повелителем времени» также стал последним сезоном для Бейкера — он стал первым Доктором, который был уволен, а не ушёл самостоятельно[2].
- Пери Браун (Николя Брайант) — спутница шестого, ранее пятого Доктора. Пери — студентка из Пасадины и впервые появилась в эпизоде «Планета Огня» с пятым Доктором; в эпизоде «Пещеры Андрозани» наблюдала регенерацию пятого Доктора в шестого[3]. Во второй серии «Суда», «Деформация разума», Пери похищает Кив — членистоногое существо, которое хотело пересадить свой мозг в её тело. После этого Доктора заставили поверить в то, что его спутница мертва, но в серии «Совершенный враг» становится известно, что смерть Пери была обманом. Остаётся неизвестным, была ли пересадка вообще или же Пери пережила её. Со слов Инквизитора в финале сезона, Пери вышла замуж за короля Ирканоса.
- Мел Буш (Бонни Лэнгфорд) — будущая спутница шестого Доктора, программист из XX века. Мел была единственной спутницей Доктора (не считая Сьюзен Форман) (их знакомство показано в пьесе «Неправильные Доктора»), чьё знакомство и первое приключение с ним так и не были показаны. Продюсер Джон Нейтан-Тёрнер планировал рассказать об этом в двадцать четвёртом сезоне, события которого разворачивались бы до цикла «Суд над Повелителем времени», однако уход Колина Бейкера накануне подготовки к новому сезону сделал осуществление этой задумки невозможным. Лэнгфорд подписала контракт в декабре 1985 года (официально анонсирована в пресс-релизе в январе 1986 года) на появление в двух эпизодах двадцать третьего сезона с возможностью продления. Савард, которому изначально не понравился персонаж Мел, был крайне недоволен выбором актрисы.
- Валеярд[комм 2] (Майкл Джейстон) — обвинитель на суде, предположительно — будущая злая инкарнация самого Доктора[4]. Кастинг на роль Валеярда проводил лично Джон Нейтан-Тёрнер ввиду того, что он, как и Инквизитор, играет важную роль в течение всего сезона. Нейтан-Тёрнер выбрал опытного актёра Майкла Джейстона, который сыграл множество ролей в театре, кино и на телевидении. В серии «Выбор Эми» эпохи Одиннадцатого Доктора появился Повелитель снов — альтер эго Доктора, вобравший в себя его отрицательные черты персонаж, которого часто сравнивают с Валеярдом[5].
- Инквизитор (Линда Беллингем) — Повелительница времени, исполнительница функции судьи и ведущего судебного процесса. Кастинг на роль Инквизитора, как и Валеярда, проводил сам Нейтан-Тёрнер.

### Периодические
- Мастер (Энтони Эйнли) — давний противник Доктора, также Повелитель времени. Эйнли дебютировал в роли третьей инкарнации Мастера (также известной под псевдонимом Тремас) в 1981 году, в эпизоде «Хранитель Тракена» эпохи четвёртого Доктора[комм 3]. В арке «Суд над Повелителем времени» впервые появляется в четвёртой части, «Совершенный враг», где в финале застревает внутри взорванного Доктором архива Матрицы вместе с Сабаломом Глитзом.
- Сабалом Глитз (Тони Селби) — наёмник и жулик, которого Доктор и Пери встретили на Равалоксе в первой серии сезона. Целью Глитза было похищение украденных Спящими Андромеды знаний из Матрицы Повелителей времени, которые теперь хранились у робота Дратро. Персонаж Глитза так понравился Пауэллу, что сценаристы приняли решение вернуть его в серии «Совершенный враг»[6], а позже он ещё несколько раз появился в сериале и связанной с ним литературе.

## Создание

### Подготовка
Изначально трансляция сезона должна была начаться в январе 1986 года, но в феврале 1985 года BBC сдвинули двадцать третий сезон на сентябрь. Кроме задержки сократилась и длительность эпизодов до традиционных двадцати пяти минут. Это стало общим решением продюсера BBC Майкла Грейда и главы BBC Джонатана Пауэлла, которые сочли, что увеличение длительности серии до сорока пяти минут в двадцать втором сезоне обернулось неудачей, несмотря на протесты продюсера сериала Джона Нейтана-Тёрнера и сценариста Эрика Саварда, убеждённых, что зрителю просто необходимо больше времени для привыкания. Следовательно, все сценарии для двадцать третьего сезона, написанные под сорок пять минут экранного времени, необходимо было сократить и переписать.
Грейд оказывал давление на сценаристов и продюсеров, в том числе относительно жанровой составляющей сериала — он считал, что шоу стало слишком жестоким. В итоге Савард и Нейтан-Тёрнер заявили об уходе, а в довершение к этому BBC сократили двадцать третий сезон до четырнадцати эпизодов; в команде актёров и создателей наметился разлад. При сложившихся обстоятельствах Нейтан-Тёрнер начал строить планы по запуску в эфир своих новых проектов, но ввиду проблем в работе над новым сезоном и в команде «Доктора Кто» Пауэлл убедил его и Саварда остаться в сериале ещё на один сезон.

### Структура и сценарий
К маю 1985 года уже была готова идея для сезона — Доктор будет предан суду на Галлифрее своими же земляками — Повелителями времени. Схожую задумку с судом уже предлагал Глен Маккой, сценарист серии «Удар времени». Пауэлл одобрил идею, и уже к июню были придуманы персонажи Инквизитора, Валеярда (предположительно — будущего злого воплощения самого Доктора) и Мел, которая заменила Пери Браун на посту спутника Доктора в середине сезона.
Структура сезона выстроена по образцу повести «Рождественская песнь» Чарльза Диккенса: Доктор и Валеярд — прошлое и будущее воплощения одного человека, а доказательная и обвинительная база суда строится на событиях прошлого, настоящего и будущего. Изначально планировалось, что суд займёт два из четырёх сегментов сезона («прошлое» и «настоящее»), а позже их количество увеличилось до трёх («прошлое» и «настоящее» — в обвинение Доктора, «будущее» — в его защиту). Спустя некоторое время после начала съёмок Нейтан-Тёрнер решил, что у сезона должно быть отдельное название — «Суд над Повелителем времени».
Первую и последнюю части сезона (за исключением заключительного эпизода последней части) написал Роберт Холмс, который ранее работал и над двадцать вторым сезоном. Открывающая серия переименовывалась дважды — изначальный вариант названия, Wasteland, сменился на Robots Of Ravolox, а потом — на окончательное, «Таинственная планета». К осени 1985 года Филлип Мартин приступил к работе над второй серией, Planet Of Sil, название которой вскоре было изменено на «Шлем правды». Персонаж Сила, впервые появившийся в серии «Возмездие на Варосе», оказался по душе производственной команде, потому они попросили Мартина снова вернуть его в сериал. Нейтан-Тёрнер предложил включить Сила во вторую серию, придумать смерть Пери (в связи с желанием Николя Брайант покинуть сериал) и связать её с Силом. Третья серия должна была быть связана с четвёртой, Холмс изначально вызвался написать сценарий, но после выхода первых шести эпизодов отказался писать третью серию и непосредственно связывать её с четвёртой.

#### Конфликт с Робертом Холмсом и Эриком Савардом
Первый вариант сценария Холмса для первого эпизода спустя некоторое время был забракован Пауэллом как слишком наполненный насилием. Также тот факт, что Доктор находится на суде, становился ясным только ко второму эпизоду, потому Пауэлл приказал переписать черновик. Холмс, который уже начал работу над другой серией, оказался крайне недоволен решением Пауэлла и тем, что ему придётся снова возвращаться к готовой, как он полагал, серии (что осложнялось и состоянием здоровья Холмса — он страдал от заболевания печени). Савард обвинил Пауэлла в неуважении к ветерану сценарной работы и одновременно с этим вступил к конфликт с Нейтаном-Тёрнером, обвиняя его в чрезмерном беспокойстве относительно того, как сериал будет принят в Соединённых Штатах. В довершение к этому режиссёр Николас Маллетт уже приступил к работе над серией. В итоге Пауэлл согласился на незначительные изменения в сценарии Холмса, например, с самого начала эпизода чётко дать понять, что Доктор находится на суде.
Между тем канал твёрдо требовал от коллектива сценаристов разбавить серии комедийными моментами; канал и обозреватели считали, что многочисленные сцены жестокости не подходят для семейной программы. В отличие от предыдущей критики насилия в сериале (например, в эпоху Филипа Хинчклиффа), эта критика исходила от представителей широкой общественности, некоторых поклонников сериала или же консервативных критиков, таких как Мэри Уайтхаус из Национальной ассоциации зрителей и слушателей. Грейд раскритиковал «слишком жестокий» первый сезон с Бейкером и заявил, что это было одной из причин восемнадцатимесячного перерыва в сериале между 1985—1986 годами. В защиту этих сцен Савард утверждал, что они добавляют в сериал драматичности и предупреждают реальные случаи насилия. В итоге давление, которое оказывалось на Саварда, — его неровные и зачастую конфликтные отношения с Нейтаном-Тёрнером, болезнь его хорошего друга Холмса, враждебно настроенный Пауэлл, а также проблемы с последними шестью эпизодами сезона — заставило его подать в отставку. Его обязанности редактора сценариев взял на себя Нейтан-Тёрнер в дополнение к обязанностям продюсера.
Сценарий для третьей серии и для последнего эпизода четвёртой по просьбе Нейтана-Тёрнера написали супруги Пип и Джейн Бейкер. Холмс скончался 24 мая 1984 года, не успев дописать четвёртую серию, которая изначально носила название Time Inc. Его работу в сжатые сроки пришлось завершить супругам Бейкерам, которые написали новую версию сценария финального эпизода сезона после того, как Савард отозвал своё разрешение на использование его первоначального варианта четырнадцатого эпизода. В оригинальной концовке была смертельная схватка Доктора и Валеярда, что Нейтан-Тёрнер счёл слишком мрачным окончанием, позволившим бы BBC в конце концов закрыть сериал. В итоге серия была переименована в «Совершенный враг».

### Съёмочный период
Съёмки начались 7 апреля 1986 года на Butser Ancient Farm Project — копии поселения железного века — недалеко от зоны отдыха Queen Elizabeth Country Park в Хэмпшире. Во время съёмок Колин Бейкер и Николя Брайант решили изобразить отношения Доктора и Пери более дружественными, чем в предыдущих сезонах, где герои часто не ладили, ссорились, а Пери была недовольна новым воплощением Доктора. Натурные съёмки первой серии прошли в середине апреля, студийные — 24 апреля и 10 мая.
Начиная с первого эпизода, отснятый материал записывался не на кино-, а на видеоплёнку Outside Broadcast (OB). Это было сделано ввиду меньшей стоимости плёнки и лучшего качества; Нейтан-Тёрнер хотел начать снимать на OB ещё с первого сезона с Пятым Доктором Питером Дэвисоном в 1982 году, но столкнулся с неодобрением режиссёров, в то время работавших в сериале. Когда начались съёмки в студии, в сценарий были внесены некоторые коррективы, и режиссёр Николас Маллетт обнаружил, что оставшихся сцен недостаточно для серии. Нейтан-Тёрнер быстро дописал несколько мелких сцен — спор Сломанного зуба и Балазара, несколько сцен в зале суда — и увеличил финальную сцену. Возникли проблемы и с экраном Матрицы — сначала он оказался неправильно установлен, затем — слишком большим; в результате этого съёмки в студии закончились с задержкой. 27—29 мая в студии проходили съёмки «Шлема правды», а 11—13 июня недалеко от Брайтона снимались сцены под открытым небом. «Террор вервоидов» и «Совершенный враг» снимались одновременно: в середине июня прошли натурные съёмки, а 16—17 июля в студии были досняты сцены сразу для двух эпизодов. «Террор вервоидов» был закончен позже, чем «Совершенный враг», — 30 июля — 1 августа и 12—14 августа проходили съёмки в студии.

### Визуальное оформление и музыка
Нейтан-Тёрнер планировал произвести впечатление стартом сезона и потому принял решение потратить более восьми тысяч фунтов стерлингов на 45-секундную начальную сцену, где ТАРДИС при помощи луча перемещают на космическую станцию, что было в то время самой большой суммой, затраченной на создание спецэффектов для одной сцены в «Докторе Кто».
Нейтан-Тёрнер также пригласил молодого музыканта Доминика Глина (который уже был нанят для написания музыки к первому эпизоду, «Таинственная планета»), чтобы тот записал новую версию вступительной композиции, выделив ему на это всего пять дней. Впрочем, новая тема продержалась всего один сезон и была переаранжирована в двадцать четвёртом сезоне; двадцать третий сезон также стал последним сезоном, в заставке которого использовался логотип «Доктора Кто», написанный объёмным, трубчатым шрифтом, использовавшимся с 1980 года.
Написанием музыки для последующих за серией «Таинственная планета» эпизодов должны были заняться BBC Radiophonic Workshop — Малкольм Кларк для серий «Деформация разума» и «Совершенный враг» и Элизабет Паркер для серии «Террор вервоидов». Однако, когда в 1986 году из Radiophonic Workshop ушёл композитор Джонатан Гиббс, оставшиеся композиторы оказались завалены работой, и никто из них не согласился заняться двадцать третьим сезоном «Доктора Кто». Позже Radiophonic Workshop сдвинули график и нашли время для сериала, предложив нанять их композитора Дика Миллса, но вместо него Нейтан-Тёрнер пригласил в сериал Ричарда Хартли, первой и последней работой которого для сериала стала серия «Деформация разума». Оригинальные записи Хартли затерялись в архивах BBC, в результате чего выпустить их в составе DVD-релиза сезона оказалось невозможным. Музыку для серий «Террор вервоидов» и «Совершенный врага» написал Малкольм Кларк, который был автором первого саундтрека «Доктора Кто» от Radiophonic Workshop к серии «Морские дьяволы» с третьим Доктором.

## Трансляция и выход на носителях
Премьера состоялась 6 сентября 1986 года, спустя почти восемнадцать месяцев с момента окончания предыдущего сезона — самый длинный перерыв в истории классического сериала. Все остальные эпизоды были показаны с разницей в одну неделю начиная с 13 сентября по 6 декабря 1986 года.
Сезон издавался на VHS в октябре 1993 года и DVD-дисках 29 сентября 2008 года в регионе 2, 7 октября 2008 в регионе 1 и 5 января 2009 года в регионе 4. Помимо этого, традиционно для сериала все вышедшие серии были изданы в печатном виде издательством Target Books в апреле 1988, июне 1989, феврале 1988 и сентябре 1988 годов для каждой из четырёх серий соответственно. Из-за того, что первоначальные серии были написаны для 45-минутных эпизодов, осталось много материала, не вошедшего в окончательные варианты сценариев для сезона. Три оригинальных варианта серий позже были выпущены Target Books в качестве новеллизаций: The Nightmare Fair (в которой также состоялось возвращение Небесного Игрушечника из одноимённой серии эпохи первого Доктора), Mission to Magnus (с участием Сила и Ледяных воинов, позже Сил появился в серии «Деформация разума») и The Ultimate Evil. В начале 2000-х для благотворительной организации была также выпущена неофициальная аудиопьеса по книге The Nightmare Fair. Начиная с 2009 года Big Finish запустили серию аудиопьес с подзаголовком «The Lost Stories» по мотивам The Nightmare Fair, Мission to Magnus и других историй, написанных для двадцать третьего сезона, но не вошедших в него.

## Реакция и состояние сериала на момент окончания сезона
Зрительская реакция на сезон оказалась смешанной. Хотя показатели индекса оценки улучшились в сравнении с предыдущим сезоном (самый низкий составил 66 % для эпизодов семь и девять, самый высокий — 72 % для эпизодов четыре и восемь), количество просмотров оказалось ещё ниже.
Смешанные отзывы сезон получил и от критиков. Соавторы книги The Discontinuity Guide Пол Корнелл, Мартин Дэй и Кит Топпинг писали, что сюжет сезона оказался на удивление удачным. Писатели и исследователи «Доктора Кто» Дэвид Дж. Хау и Стивен Джеймс Уокер, напротив, назвали сезон образцом растраченных возможностей; они не оценили ни сюжеты флэшбеков с путешествиями Доктора, ни сам суд, заявив, что прокурору в «любой разумной правовой системе» разрешили бы изменить обвинение в середине судебного разбирательства. Они сочли забавным то, как «Доктор в течение четырнадцати недель сидел и смотрел „Доктора Кто“», и похвалили актёрскую игру Бейкера в зале суда. Обе группы писателей сошлись только в одном: суд отвлекает зрителя от сюжетов флэшбеков и флэшфорвардов.
Рецензент Radio Times Патрик Малкерн назвал сезон худшим из всех когда-либо выпущенных, хотя, казалось бы, столь долгий перерыв должен был пойти сериалу на пользу. То же самое обещал и Нейтан-Тёрнер, заявлявший, что всё время будет потрачено на работу над ошибками и повышение качества сюжета. Рецензия Малкерна оказалась крайне негативной, в противовес «Суду» он приводил в пример «Доктора Кто» семидесятых годов — расцвет сериала — заявляя, что шоу, при немалом участии Джона Нейтана-Тёрнера, растратило таланты и потенциал, накопленные в период 1960—1970-х годов.
Отдельные обзоры серий оказались ещё более неоднозначными. Корнелл, Дэй и Топпинг, например, сочли, что сценарию серии «Деформация разума» не хватало сосредоточенности, он был одновременно комичным, гротескным и нелепым. Хау и Уокер более позитивно отнеслись к сценарию, похвалив повторное появление Сил и охарактеризовав смерть Пери как один из самых впечатляющих моментов всего сезона и лучшую сцену Николя Брайант со времён серии «Пещеры Андрозани». Игра Брайант была одной из немногих вещей, которые понравились Малкерну. Относительно серии «Террор вервоидов» проскакивали только мелкие замечания (в частности, насчёт диалогов и невыразительной игры Бонни Лэнгфорд), что в целом позволило серии получить неплохие отзывы. Малкерну понравилась Мел, но только на фоне «клоунского» Доктора (в частности, он жаловался, что Нейтану-Тёрнеру так и не пришла в голову идея сменить «кричащий» костюм шестого Доктора), который вместе с ней выглядит абсолютно гармонично.
Несмотря на то, что ввиду множества проблем «Суд над Повелителем времени» едва не сорвался, он был закончен в срок и показан по телевидению. И хотя аудитория в целом оценила сезон положительно (исходя из индекса оценки), из-за низких рейтингов Майкл Грейд в октябре пришёл к создателю «Доктора Кто» Сидни Ньюмену с предложением радикальных изменений в программе. Среди предложений было ввести нового Доктора типажа второго воплощения, сыгранного Патриком Траутоном, Доктора-женщину, двух молодых спутников (двенадцатилетнюю девочку и её восемнадцатилетнего брата) и даже новый вид ТАРДИС. Смена Доктора уже давно была неизбежна — решение об отстранении Бейкера принял Майкл Грейд уже после восемнадцатимесячного перерыва сериала. Джонатан Пауэлл просил Бейкера вернуться в следующем году для записи сцены регенерации. В качестве компромисса Бейкер попросил позволить ему сыграть в ещё одном сезоне, в конце которого он уйдёт. Пауэлл сказал, что они подумают над этим, но Бейкера так и не пригласили на съёмки.

### Комментарии
1. ↑  Доктор был назначен Лордом Президентом Галлифрея в период своей пятой инкарнации, в серии «Пять Докторов» 1983 года, посвящённой двадцатилетию сериала. В благодарность за разоблачение Лорда Президента Борусы Верховный совет пожаловал Доктору главный титул Галлифрея, от чего Доктор, однако, отказался, назначив своим заместителем канцлера Флавию. О том, что до сих пор не сложил с себя обязанности Лорда Президента, Доктор вспоминает ещё в первом эпизоде «Таинственной планеты», заявляя, что его, как Лорда Президента, не имеют права судить.
2. ↑  Валеярд — звание, эквивалентное doctor of law. За весь период судебного процесса Доктор ни разу не произнёс его верно, называя его созвучными словами — Брикьярд (с английского — кирпичный двор), Бакьярд (задний двор), Накерсьярд (живодёрня) и прочими.
3. ↑  Эйнли дебютировал в сериале в роли Тремаса — консула планеты Тракен и отца Ниссы, спутницы четвёртого (а позже и пятого) Доктора. Умирающий и использовавший все свои регенерации Мастер принял личину Тремаса и появился в камео в серии «Хранитель Тракена». Первое широкое появление Мастера в исполнении Эйнли состоялось в следующей серии, «Логополис» — последней серии четвёртого Доктора, в которой он, в результате учинённых Мастером событий, регенерирует в пятого Доктора.
4. ↑  В частности, в сериале были кислотные ванны, эксперименты по мутации клеток, казни с помощью лазера, каннибализм, отравления, холодное оружие, удушение цианидом и человек с раздавленными руками.
5. ↑  Большая часть суммы окупилась за счёт того, что часть отснятого материала можно было использовать в течение всего сезона.
6. ↑  Часто считается, что последней серией для Колина Бейкера была не последняя серия цикла «Суд над Повелителем времени», «Совершенный враг», а первая серия двадцать четвёртого сезона, «Время и Рани». Это ошибочное утверждение; Бейкеру отказали в съёмках, и Сильвестр Маккой, исполнитель роли седьмого Доктора, надев светлый парик, сыграл сцену регенерации шестого Доктора в седьмого в серии «Время и Рани». Из-за этого так и остались неизвестными причины регенерации — по самой вероятной версии, он регенерировал из-за нападения Повелительницы времени Рани, по другой — самостоятельно, чтобы в будущем не существовала личность Валеярда[34].

### Местоположения
Информация о местоположениях взята из Now and Then — On the Trail of a Time Lord — двадцатиминутного фильма о местах съёмок с DVD-издания сезона, информация о координатах — с сайта Doctor Who Locations Guide.
1. ↑  Queen Elizabeth Country Park, Грейвел-Хилл, Хэмпшир (сцены на поверхности Раволокса): 50°57′43″ с. ш. 0°58′43″ з. д.HGЯO
2. ↑  Студии № 1, № 3 и № 6 телецентра BBC (все сцены в помещении): 51°30′36″ с. ш. 0°13′34″ з. д.HGЯO
3. ↑  Каменная гряда Telscombe Cliffs на побережье между Солтерном и Писхейвеном (сцены с Доктором и Пери на Торосе-Бета): 50°47′54″ с. ш. 0°02′02″ з. д.HGЯO
4. ↑  Пляж Camber Sands, Восточный Суссекс (сцены с Доктором, Валеярдом и Сабаломом Глитзом на «пляже» внутри Матрицы): 50°56′01″ с. ш. 0°47′07″ з. д.HGЯO
5. ↑  Заповедник Rye Harbour, Рай, Восточный Суссекс (экстрерьер ТАРДИС Мастера): 50°55′53″ с. ш. 0°46′13″ з. д.HGЯO
6. ↑  Глэдстоунский музей керамики в Лонгтоне, Стаффордшир (сцены внутри Матрицы): 52°59′12″ с. ш. 2°07′54″ з. д.HGЯO